# Magadha flavisigna
Magadha flavisigna är en insektsart som först beskrevs av Walker 1851.  Magadha flavisigna ingår i släktet Magadha och familjen vedstritar. Inga underarter finns listade i Catalogue of Life.